# Francesco Mantica
Francesco kardinal Mantica, italijanski rimskokatoliški duhovnik, škof in kardinal, * 14. september 1727, Rim, † 13. april 1802.

## Življenjepis
23. februarja 1801 je bil povzdignjen v kardinala in imenovan za kardinal-duhovnika S. Prisca.